# 親子カフェ
親子カフェ（おやこカフェ）は、カフェの一形態であり、主に子育て中の親子、乳幼児を顧客としている。地域の居場所としての機能していたり、カフェに子供向けの遊び場がついている店など形態は様々である。

## 概要
書籍『親子カフェのつくりかた』によると、親子カフェの基準として以下の4つをあげている。
1. 地域に開かれていること
2. 来ているお客さんが主役であること
3. 安心できる居場所であること
4. 学びや食事など親子で享受できるものがあること。

## 役割
親子カフェは、その形態によって、飲食場、遊戯場、交流場が設けられており、その配分はまちまちである（遊技場は広く、飲食場が狭いなど）。保育士など専門の指導員が常駐する場、定期的に来る場なども運営者によって異なる。
食事をするだけの場所であったり、地域の子育て作りの発信基地となっていたり、子ども会や母親サークルなどの集会場所になっていたりと地域にあわせた役割がある。